# 스위스 그랑프리

스위스 그랑프리(영어: Swiss Grand Prix, 프랑스어: Grand Prix de Suisse, 독일어: Großer Preis der Schweiz)는 스위스의 F1 경주이다.